# Marie Line
Marie Line Marolany o también conocida como Marie Line, es una cantante de origen francés mayormente conocida por su participación en el Festival de la Canción de Eurovisión 1998.

## Carrera
Marie Line Marolany nació en Saint-Raphaël, departamento de Var, Francia, y sus padres son originarios de la isla de Martinica.
Hija de un padre saxofonista, ella comenzó a cantar y bailar desde muy joven en la agrupación de sus hermanos, Marché Noir y después, se unió a la banda Raoul Petite a tocar el piano y consiguió grabar dos álbumes de estudio junto a ellos. Participó junto a grandes artistas como: Jacques Higelin, Yannick Noah, Richard Gotainer, Linda Lemay, Sixun, Idrissa Diop, Femi Kuti, Salif Keita, Tiken Jah Fakoly, Manu Dibango, Chico César, Angélique Kidjo, Rokia Traoré, Ismaelo, Ray Lema y Garland Jeffrey.
Festival de Eurovisión 1998
La cadena France 2, eligió a Marie Line como su siguiente representante en el Festival de la Canción de Eurovisión 1998 con la canción "Où aller" ("A dónde ir"). En el festival, el que fue celebrado en Birmingham, Reino Unido, el día 9 de mayo, Marie Line sólo obtuvo 3 puntos (1 punto de Chipre y 2 de Macedonia), y se posicionó en el 24° puesto (penúltimo lugar).
Luego de su paso por Eurovisión, ella continuó su carrera musical como corista y compositora. Participó en la banda sonora de las películas Les Caprices d'un fleuve (1996), Cuisine américaine (1998) y Agathe Cléry (2008).